# Club Baloncesto Canarias 2020-2021
Questa voce raccoglie le informazioni riguardanti il Club Baloncesto Canarias nelle competizioni ufficiali della stagione 2020-2021.

## Stagione
La stagione 2020-2021 del Club Baloncesto Canarias è la 17ª nel massimo campionato spagnolo di pallacanestro, la Liga ACB.

## Roster
Aggiornato al 14 novembre 2024.
| Lenovo Tenerife 2020-21 | Lenovo Tenerife 2020-21 |
| Giocatori               | Staff tecnico           |
| ----------------------- | ----------------------- |

| N. | Naz.                                                   | Ruolo | Nome                   | Anno | Alt.   | Peso   |  |
| -- | ------------------------------------------------------ | ----- | ---------------------- | ---- | ------ | ------ |  |
| 4  | Spagna (bandiera)                                      | AP    | Santiago Yusta         | 1997 | 201 cm | 84 kg  |  |
| 6  | Uruguay (bandiera) · Italia (bandiera)                 | P     | Bruno Fitipaldo        | 1991 | 183 cm | 85 kg  |  |
| 9  | Brasile (bandiera) · Italia (bandiera)                 | P     | Marcelinho Huertas (C) | 1983 | 191 cm | 85 kg  |  |
| 10 | Finlandia (bandiera)                                   | G     | Sasu Salin             | 1991 | 190 cm | 86 kg  |  |
| 11 | Spagna (bandiera)                                      | AP    | Dani Díez              | 1993 | 201 cm | 96 kg  |  |
| 12 | Stati Uniti (bandiera) · Serbia (bandiera)             | G     | Charles Jenkins        | 1989 | 191 cm | 100 kg |  |
| 13 | Spagna (bandiera)                                      | AP    | Sergio Rodríguez       | 1993 | 204 cm | 95 kg  |  |
| 19 | Georgia (bandiera)                                     | C     | Giorgi Shermadini      | 1989 | 217 cm | 120 kg |  |
| 21 | Stati Uniti (bandiera)                                 | G     | Spencer Butterfield    | 1992 | 191 cm | 93 kg  |  |
| 22 | Bosnia ed Erzegovina (bandiera) · Finlandia (bandiera) | AG    | Emir Sulejmanović      | 1995 | 205 cm | 100 kg |  |
| 25 | Spagna (bandiera)                                      | G     | Álex López             | 1991 | 188 cm | 89 kg  |  |
| 31 | Grecia (bandiera)                                      | C     | Giōrgos Mpogrīs        | 1989 | 210 cm | 109 kg |  |
| 34 | Stati Uniti (bandiera)                                 | AG    | Tyler Cavanaugh        | 1994 | 206 cm | 107 kg |  |
| 35 | Spagna (bandiera)                                      | C     | Fran Guerra            | 1992 | 214 cm | 113 kg |  |
| 42 | Canada (bandiera) · Paesi Bassi (bandiera)             | A     | Aaron Doornekamp       | 1985 | 201 cm | 96 kg  |  |
| 45 | Montenegro (bandiera) · Spagna (bandiera)              | AG    | Danilo Brnović         | 2000 | 202 cm | 88 kg  |  |
| 91 | Spagna (bandiera)                                      | P     | Alberto Cabrera        | 1998 | 178 cm |        |  |

| Allenatore                                                                               |
| - Txus Vidorreta                                                                         |
| Assistente/i                                                                             |
| - Marco Antonio Justo - Nacho Yáñez Legenda - (C) Capitano - (IN) Inattivo - Infortunato |

## Mercato

### Sessione estiva
| Acquisti | Acquisti          | Acquisti     | Acquisti   | Acquisti |
| R.a      | Nome              | da           | Modalità   |          |
| -------- | ----------------- | ------------ | ---------- | -------- |
| P        | Bruno Fitipaldo   | S.P. Burgos  | definitivo |          |
| AP       | Sergio Rodríguez  | Bilbao Berri | definitivo |          |
| A        | Aaron Doornekamp  | Valencia     | definitivo |          |
| AG       | Tyler Cavanaugh   | Alba Berlino | definitivo |          |
| AG       | Emir Sulejmanović | Bilbao Berri | definitivo |          |

| Cessioni | Cessioni         | Cessioni         | Cessioni       | Cessioni |
| R.       | Nome             | a                | Modalità       |          |
| -------- | ---------------- | ---------------- | -------------- | -------- |
| G        | Gabriel Lundberg | Zielona Góra     | rescissione    |          |
| G        | Nick Zeisloft    | Iōnikos Nikaias  | fine contratto |          |
| AP       | Lahaou Konaté    | Metropolitans 92 | fine contratto |          |
| A        | Dino Radončić    | Saragozza        | fine contratto |          |
| AG       | Tomasz Gielo     | Free agent       | fine contratto |          |
| AG       | Álex Suárez      | Obradoiro        | fine contratto |          |
| AG       | Aaron White      | Panathīnaïkos    | fine contratto |          |

### Dopo l'inizio della stagione
| Acquisti | Acquisti            | Acquisti   | Acquisti       | Acquisti   |
| R.       | Nome                | da         | Data           | Modalità   |
| -------- | ------------------- | ---------- | -------------- | ---------- |
| G        | Spencer Butterfield | Free agent | 8 ottobre 2020 | definitivo |
| G        | Charles Jenkins     | Olympiakos | 10 aprile 2021 | definitivo |

| Cessioni | Cessioni        | Cessioni | Cessioni        | Cessioni |
| R.       | Nome            | a        | Data            | Modalità |
| -------- | --------------- | -------- | --------------- | -------- |
| P        | Alberto Cabrera | Zornotza | 23 ottobre 2024 | prestito |